# Hernychova vila
Hernychova vila v Ústí nad Orlicí byla postavena jako rodinné sídlo místní továrnické rodiny počátkem 20. století v secesním slohu. Je situována východně od Mírového náměstí a díky vysoké věži tvoří jednu z městských dominant. Od roku 2008 zde sídlí Městské muzeum. Vila je od roku 1978 zapsána na seznamu kulturních památek.

## Historie vily

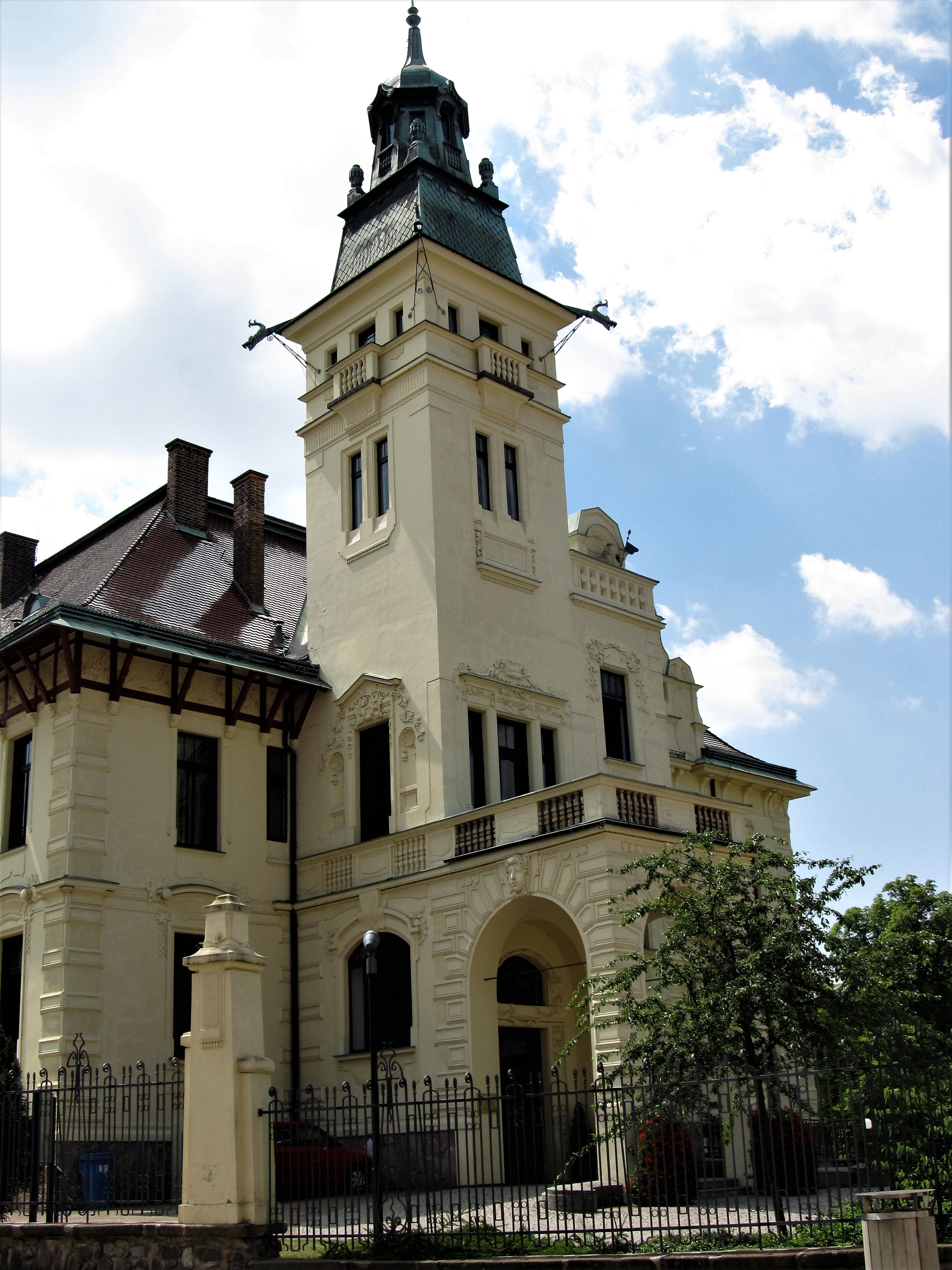
Hlavní vstup s věží

Rodina Hernychů po několik generací působila v místním domáckém podnikání v oblasti textilní výroby, v 19. století se však vypracovala v přední průmyslnický klan v širokém okolí. Florian Hernych (1855–1923) patřil již k největším podnikatelům regionu a zaměstnával 2.500 dělníků, ve vztahu k zaměstnancům však měl značně negativní pověst. Poblíž své textilní továrny získal počátkem 20. století pozemky na návrší nad náměstím od rodiny Pitrů a Vrbických a zde nechal v letech 1906–1907 vybudovat honosné rodinné sídlo v secesním stylu.
Hernychova vila je dílem pražského ateliéru architekta Matěje Blechy, výsledkem byla honosná secesní stavba obklopená zahradou. Ve všech detailech nebyl původní projekt dodržen, vile ale dodnes dominuje věž a socha sv. Floriána v průčelí, jehož Florian Hernych přijal jako patrona. Během první světové války došlo k úpadku podnikání a s úmrtím Floriana Hernycha (1923) skončila sláva vily. Jeho potomci ztratili majoritní podíl v továrně, úpadek podnikání se odrazil i na plánu zimní zahrady, který banka poskytující úvěr odmítla. Hernychovi se za první republiky věnovali hlavně právnické praxi a přestěhovali se do Prahy, do ústecké vily zajížděli již jen příležitostně.

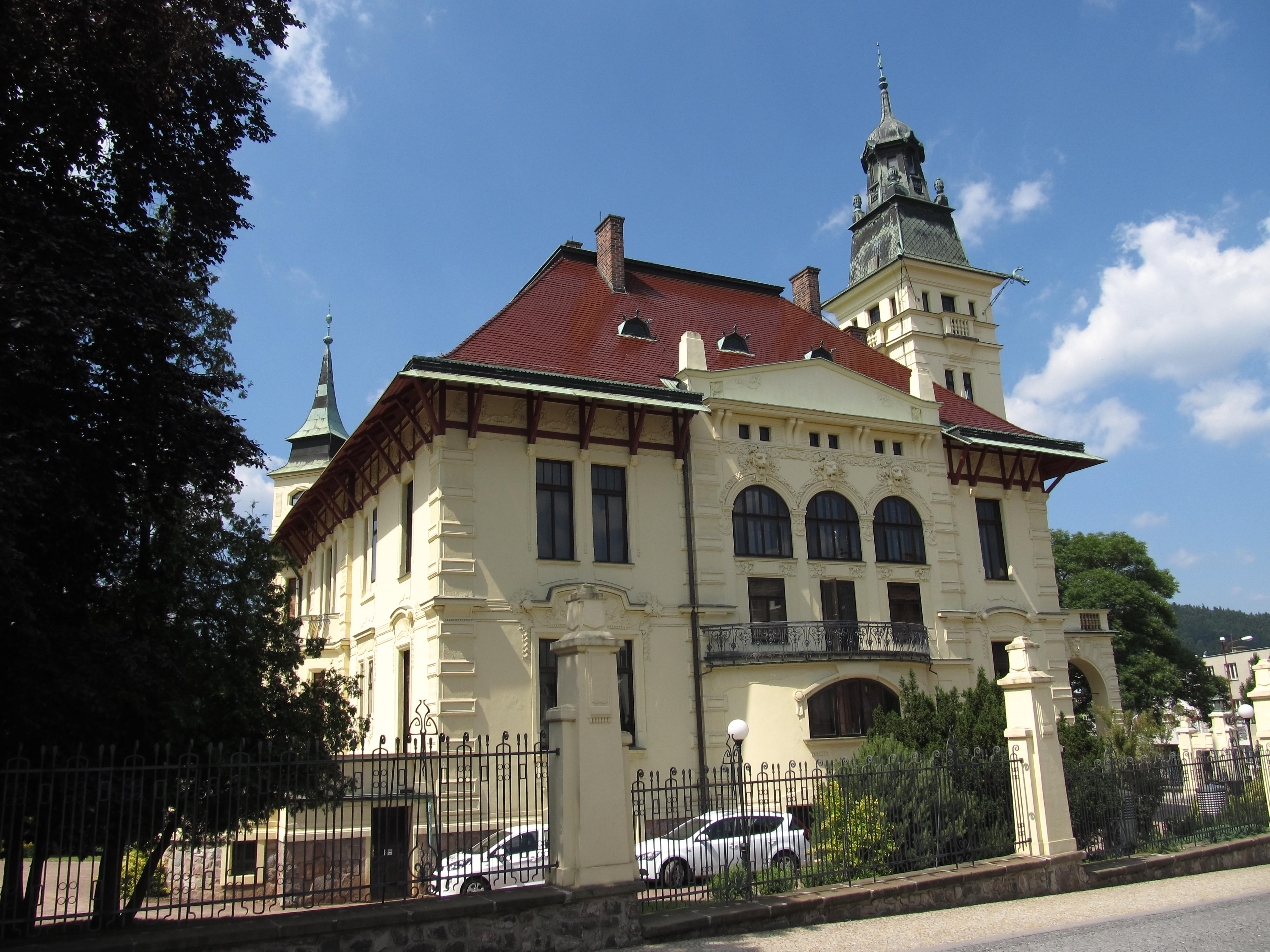
Pohled ze Smetanovy ulice

Přestože se Emil Hernych stal po roce 1945 generálním ředitelem Spojených českých a moravských bavlnářských závodů, vila byla v roce 1948 pronajata odborům a později zde sídlila umělecká škola. K faktickému znárodnění došlo až v roce 1958, kdy státní orgány došly k závěru, že vila je součástí továrny. I když došlo ke stavebním úpravám, ty proběhly především v přízemí a na celkovou kompozici a exteriér neměly vliv, přesto fasáda přišla o některé zdobné ornamenty. Kromě umělecké školy ve vile sídlil Dům osvěty a Památník revolučních tradic.
Po roce 1989 byla vila v restitučním řízení vrácena rodině Hernychových, ti však neměli prostředky na rekonstrukci, navíc byli vázáni podmínkou udržet zde následujících deset let uměleckou školu. Později došlo k převodu vily na město Ústí nad Orlicí (2003). Město realizovalo náročnou obnovu domu a od roku 2008 zde sídlí městské muzeum.